# پرواز شماره ۲۵ آئروفلوت
پرواز شماره ۲۵ آئروفلوت (به انگلیسی: Aeroflot Flight 25) یک پرواز از خیمکی به مقصد کراسنویارسک که به همراه ۵۹ مسافر و ۸ خدمه بود، در تاریخ ۴ آوریل ۱۹۶۳ در ریبنایا اسلوبودا، جمهوری تاتار شوروی دچار سانحه شد و ۶۷ نفر جان باختند.